# Sergio Obeso Rivera
Sergio Obeso Rivera (1931–2019) là một Hồng y người Mexico của Giáo hội Công giáo Rôma. Ông hiện đảm nhận vai trò Hồng y Đẳng Linh mục. Ông từng đảm nhận vai trò Tổng giám mục đô thành Tổng giáo phận Jalapa trong suốt 28 năm, từ năm 1979 đến năm 2008.
Vốn là một giáo sĩ trong vai trò lãnh đạo giáo hội địa phương, ông từng đảm trách nhiều vai trò khác nhau trước khi tiến đến trở thành Tổng giám mục đô thành Jalapa, như: giám mục chính tòa Giáo phận Papantla (1971–1974), Tổng giám mục Phó Tổng giáo phận Jalapa (1974–1979). Ngoài lãnh đạo các giáo phận được bổ nhiệm, ông còn đảm nhận nhiều vị trí quan trong tại Hội đồng giám mục quốc gia như: Chủ tịch Hội đồng Giám mục Mexico (1982–1988; 1994–1997). Ông được vinh thăng Hồng y ngày 29 tháng 6 năm 2018, bởi Giáo hoàng Phanxicô.

## Tiểu sử
Hồng y Sergio Obeso Rivera sinh ngày 31 tháng 10 năm 1931 tại Jalapa, Mexico. Sau quá trình tu học dài hạn tại các cơ sở chủng viện theo quy định của Giáo luật, ngày 31 tháng 10 năm 1954, Phó tế Rivera, 23 tuổi, tiến đến việc được truyền chức linh mục. Tân linh mục là thành viên linh mục đoàn Tổng giáo phận Veracruz-Jalapa.
Sau 17 năm thi hành các công việc mục vụ với thẩm quyền và cương vị của một linh mục, ngày 30 tháng 4 năm 1971, Tòa Thánh loan tin Giáo hoàng đã quyết định tuyển chọn linh mục Sergio Obeso Rivera, 40 tuổi, gia nhập Giám mục đoàn Công giáo Hoàn vũ, với vị trí được bổ nhiệm là giám mục chính tòa Giáo phận Papantla, Puebla. Lễ tấn phong cho vị giám mục tân cử được tổ chức sau đó vào ngày 21 tháng 6 cùng năm, với phần nghi thức chính yếu được cử hành cách trọng thể bởi 3 giáo sĩ cấp cao, gồm chủ phong là Tổng giám mục Emilio Abascal y Salmerón, Tổng giám mục đô thành Tổng giáo phận Jalapa (Xalapa), Veracruz; hai vị giáo sĩ còn lại, với vai trò phụ phong, gồm có Tổng giám mục Manuel Pío López Estrada, Nguyên Tổng giám mục đô thành Tổng giáo phận Jalapa (Xalapa), Veracruz và Giám mục Guillermo Ranzahuer González, giám mục chính tòa Giáo phận San Andrés Tuxtla, Veracruz. Tân giám mục chọn cho mình châm ngôn:FUERZA ANTE LA DEBILIDAD.
Chỉ sau khoảng thời gian 3 năm được chọn làm giám mục, Giám mục Rivera được Tòa Thánh thăng Tổng giám mục, qua việc bổ nhiệm giám mục này làm Tổng giám mục Phó Tổng giáo phận Jalapa, danh nghĩa Tổng giám mục Hiệu tòa Uppenna. Thông báo về việc bổ nhiệm này được công bố cách rộng rãi vào ngày 15 tháng 1 năm 1974. Tân Tổng giám mục Phó đã đến cử hành các nghi thức nhận chức vụ mới sau đó vào ngày 28 tháng 2 cùng năm. Năm năm sau đó, ông chính thức kế vị trở thành  Tổng giám mục đô thành Tổng giáo phận Jalapa, bắt đầu từ ngày 12 tháng 3 năm 1979.
Ngoài lãnh đạo Tổng giáo phận được bổ nhiệm, ông còn đảm nhận vị trí quan trong tại Hội đồng giám mục quốc gia như: Chủ tịch Hội đồng Giám mục Mexico trong hai giia đoạn, từ năm 1982 đến năm 1988, sau đó từ năm 1994 đến năm 1997.
Ngày 10 tháng 4 năm 2007, Tòa Thánh chấp thuận đơn hồi hưu của ông, vì lý do tuổi tác, theo Giáo luật.
Bằng việc tổ chức công nghị Hồng y năm 2018 được cử hành chính thức vào ngày 29 tháng 6, Giáo hoàng Phanxicô đưa ra quyết định vinh thăng Tổng giám mục Sergio Obeso Rivera tước vị danh dự của Giáo hội Công giáo, Hồng y. Tân Hồng y thuộc Đẳng Hồng y Linh mục. Ông qua đời sau đó một năm, vào ngày 13 tháng 8 năm 2019.